# ستارا بینگولا
ستارا بینگولا (به لاتین: Stara Bingula) یک منطقهٔ مسکونی در کرواسی است که در Sremska Mitrovica Municipality واقع شده‌است. ستارا بینگولا ۱۹۰ نفر جمعیت دارد.